# Palazzo Avena
Pour les articles homonymes, voir Avena (homonymie).
Le Palazzo Avena est un palais de Naples situé entre la Piazza Fuga et la Via Lordi, dans le quartier collinaire du Vomero.

## Description
À l'origine, le bâtiment ne comprenait que la façade d'entrée de la Villa Ruffo (ou Villa Palazzolo ou Villa Haas) du XVIIIe siècle; il a été complètement reconstruit, entre 1927 et 1928, par Adolfo Avena, à la demande du Haut Commissaire de la province de Naples, Gustavo Giovannoni, pour le réaménagement de la place devant le funiculaire Central, inauguré en 1928.
Avena a conservé le portail lors de sa reconstruction, tandis que le reste a été entièrement refait dans un style éclectique avec des greffes Liberty. La façade sur la Via Lordi est remarquable, construit dans un style proche des avant-gardes architecturales nord-européennes.

Le cardinal Ruffo a acheté la villa du XVIIIe siècle au ministre Donato Tommasi pour y vivre. À sa mort, les petits-enfants vendirent la propriété à la parente princesse de Palazzolo, dont les descendants la vendirent à leur tour aux frères Enrico et Clemente Haas. 

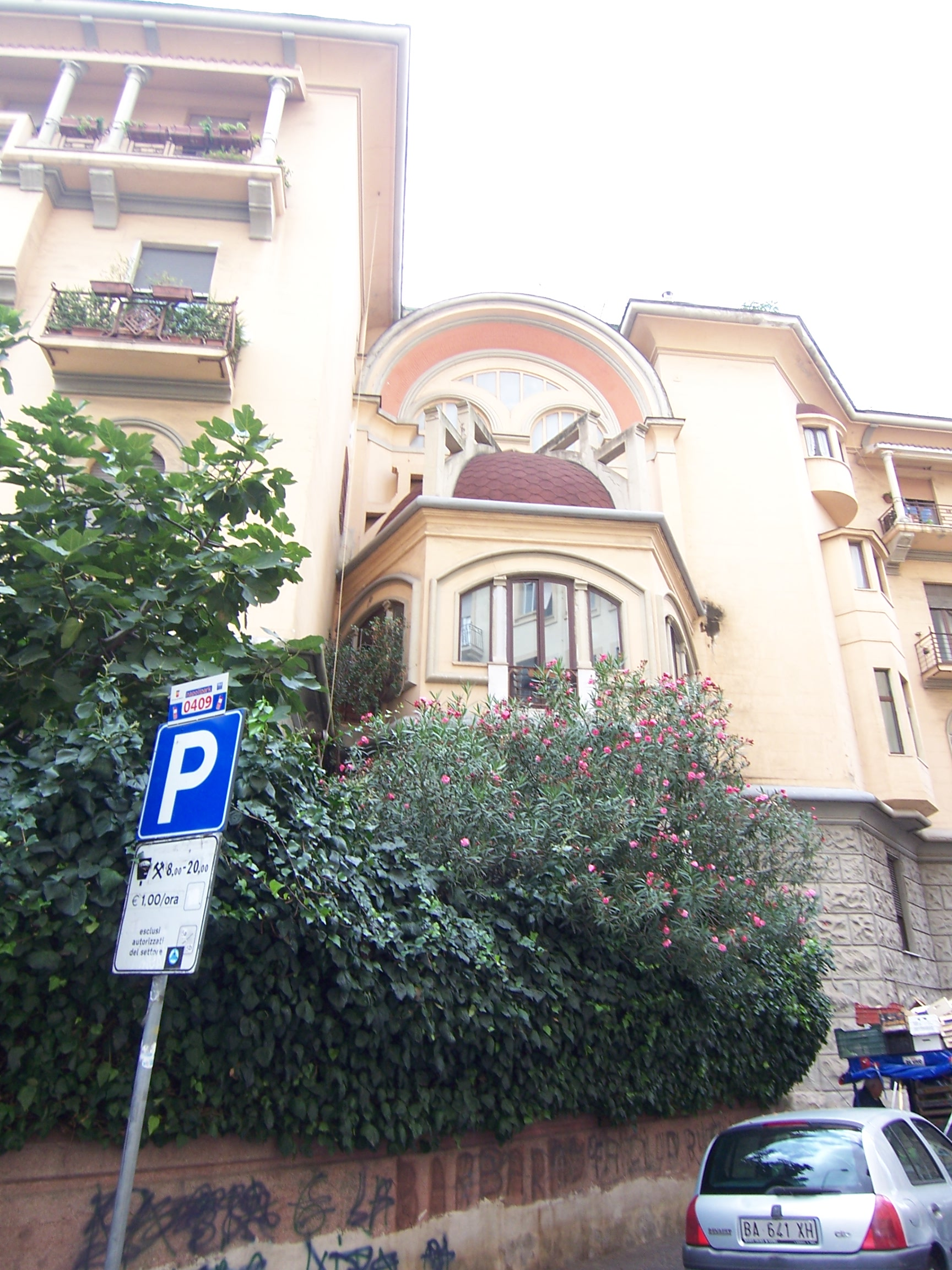
Façade Art Nouveau, Via Lordi